# Montcorbon
Montcorbon era una comuna francesa situada en el departamento de Centro-Valle de Loira, de la región de Loiret, que el 1 de enero de 2016 pasó a ser una comuna delegada de la comuna nueva de Douchy-Montcorbon al fusionarse con la comuna de Douchy.

## Demografía
| Gráfica de evolución demográfica de Montcorbon entre 1800 y 2013 |
|                                                                  |

Los datos demográficos contemplados en este gráfico de la comuna de Montcorbon se han cogido de 1800 a 1999 de la página francesa EHESS/Cassini, y los demás datos de la página del INSEE.